# Goumoens-la-Ville
Goumoens-la-Ville (toponimo francese) è una frazione di 660 abitanti del comune svizzero di Goumoëns, nel Canton Vaud (distretto del Gros-de-Vaud).

## Storia

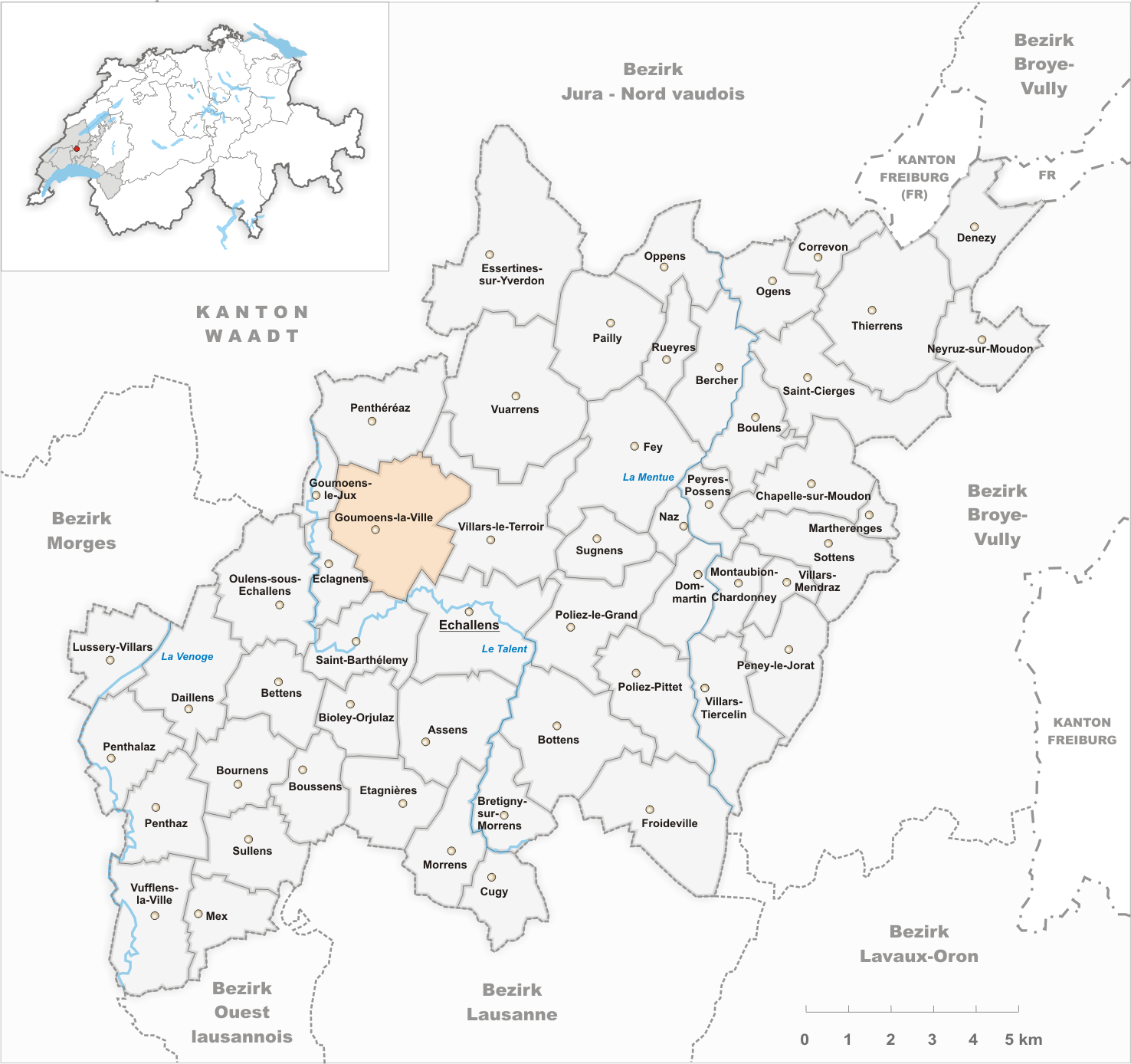
Il territorio del comune di Goumoens-la-Ville prima degli accorpamenti comunali del 2011

Già comune autonomo che si estendeva per 7,27 km², nel 2011 è stato accorpato agli altri comuni soppressi di Eclagnens e Goumoens-le-Jux per formare il nuovo comune di Goumoëns, del quale Goumoens-la-Ville è il capoluogo.

### Simboli
Un sigillo del XVII secolo della città di Goumoëns-la-Ville raffigurava una
croce scorciata. Nel 1903, il comune fece incidere un nuovo sigillo, raffigurante una croce potenziata e una ghianda. La ghianda simboleggia
i buoni rapporti di vicinato con il comune di Echallens il cui stemma raffigura una quercia.

## Monumenti e luoghi d'interesse

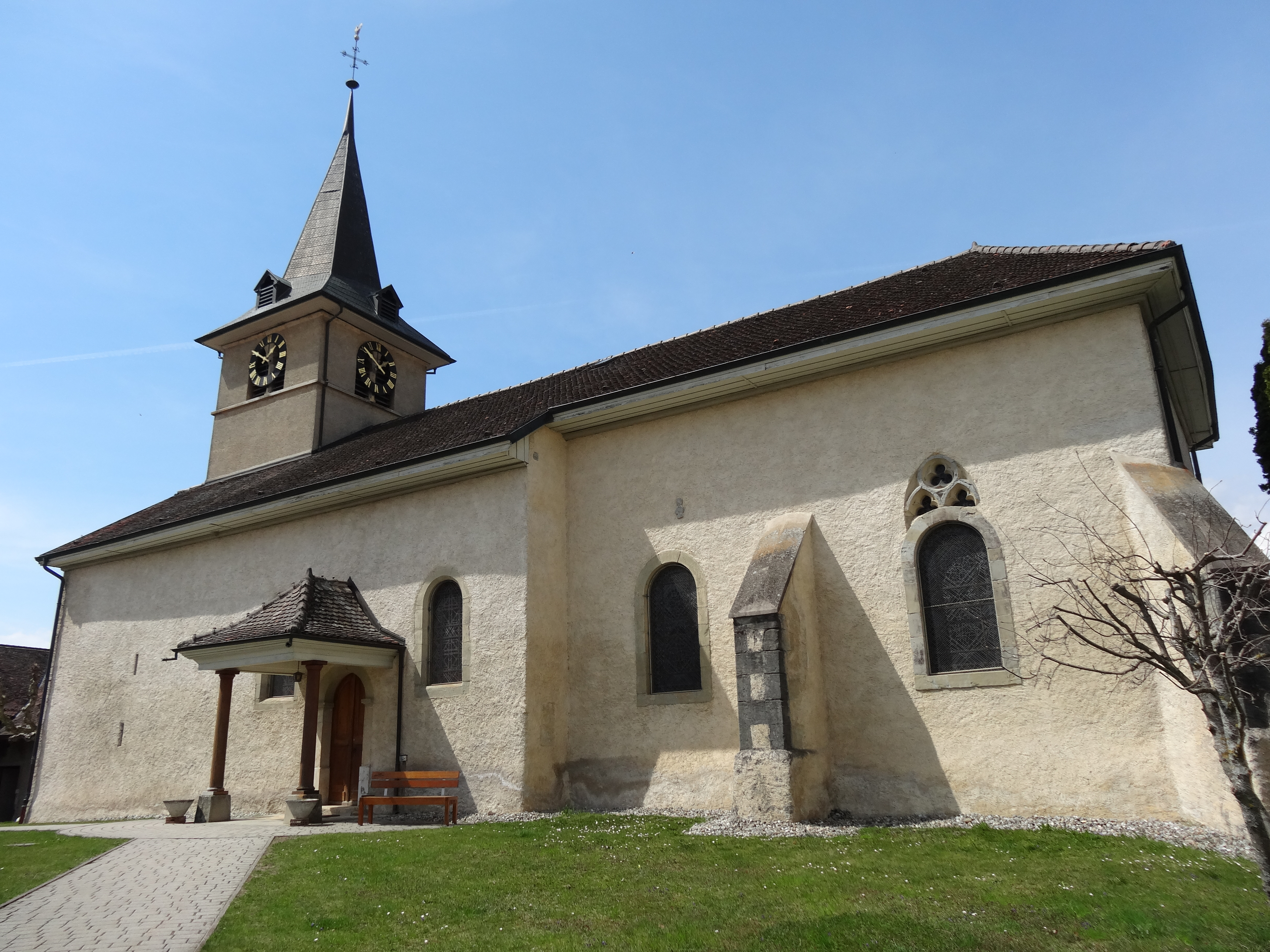
La chiesa di San Teodulo

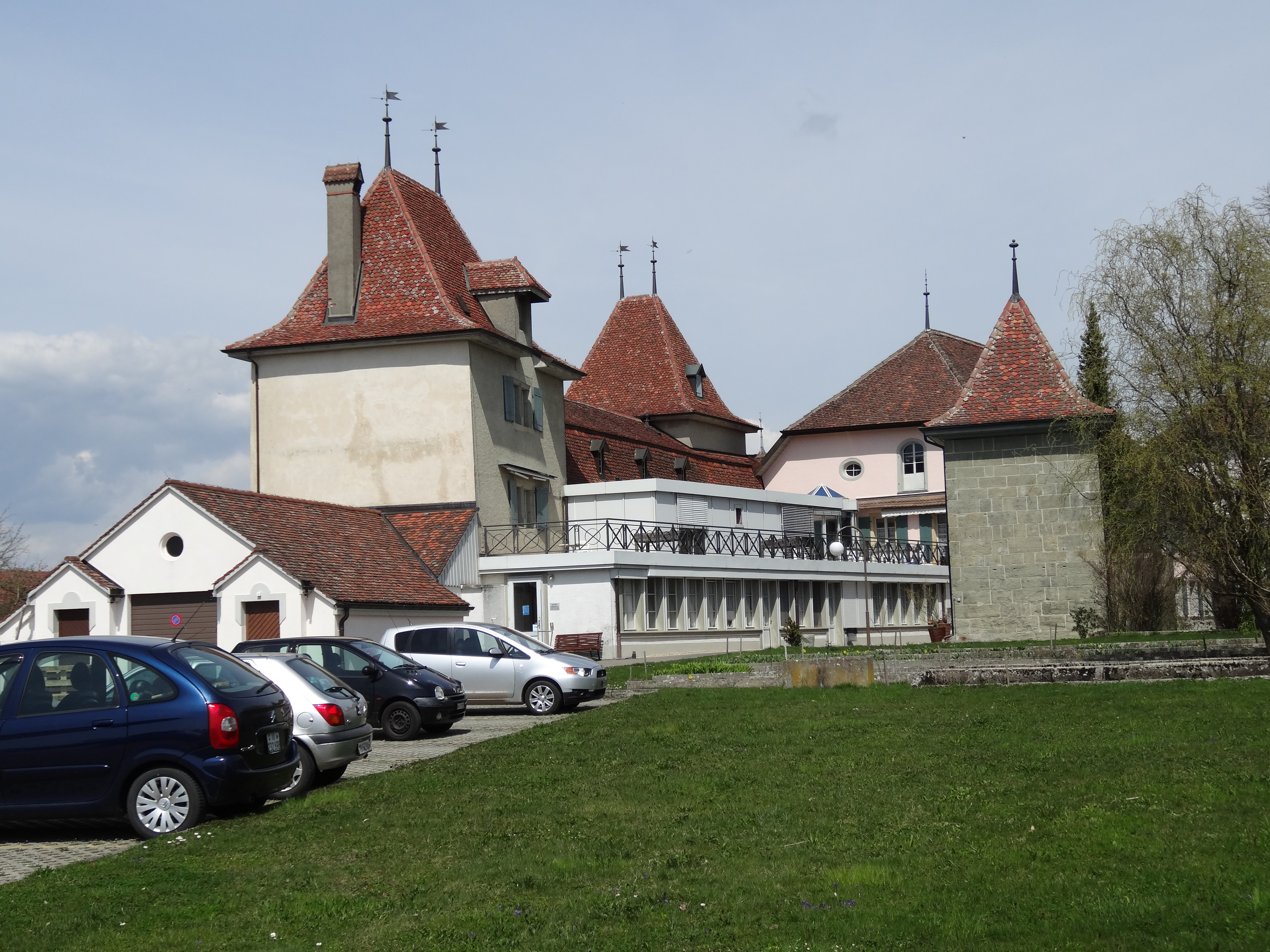
Il castello di Goumoens

- Chiesa riformata di San Teodulo, attestata dal XII secolo[1];
- Castello di Goumoens[1].

## Società

### Evoluzione demografica
L'evoluzione demografica è riportata nella seguente tabella:
Abitanti censiti

## Amministrazione
Ogni famiglia originaria del luogo fa parte del cosiddetto comune patriziale e ha la responsabilità della manutenzione di ogni bene ricadente all'interno dei confini della frazione.